# Godthåbhallen
Godthåbhallen é um estádio de andebol da cidade de Nuuk, Gronelândia. É casa do time nacional de andebol da Gronelândia. O estádio tem uma capacidade de 1000 pessoas.
O estádio foi erguido em 1961, e hoje é utilizado como uma arena multiuso. Abriga variados tipos de eventos, desde concertos a bingo e zumba. O estádio é usado para ser o local de escolha de artistas maiores, mas desde 2002 a conclusão de Estádio de Nuuk, casa do time de futebol de Nuuk, todo o principais artistas-mais recentemente Suzi Quatro - e não utilizar o novo local, spacier. Godthåbhallen está localizado apenas a 400 metros do Estádio de Nuuk. Uma arena de patinação no gelo, que é aberto ao público fica na frente do salão.